# Maj Chum
Maj Chum är en ort i Mexiko.   Den ligger i kommunen Chilón och delstaten Chiapas, i den sydöstra delen av landet, 800 km öster om huvudstaden Mexico City. Maj Chum ligger 1 021 meter över havet och antalet invånare är 319.
Terrängen runt Maj Chum är huvudsakligen kuperad, men österut är den bergig. Runt Maj Chum är det glesbefolkat, med 16 invånare per kvadratkilometer. Närmaste större samhälle är Ocosingo, 12,1 km söder om Maj Chum. I omgivningarna runt Maj Chum växer i huvudsak städsegrön lövskog.